# Curanilahue (kommun)
Curanilahue är en kommun i Chile.   Den ligger i provinsen Provincia de Arauco och regionen Región del Biobío, i den södra delen av landet, 500 km sydväst om huvudstaden Santiago de Chile.
I omgivningarna runt Curanilahue växer i huvudsak städsegrön lövskog. Runt Curanilahue är det ganska glesbefolkat, med 24 invånare per kvadratkilometer.